# 上海市光明中学

上海市光明中学

上海市光明中学位于上海市黄浦区，是上海市实验性示范性高中。创建于1886年，最初由法国人创办，命名为“法文书馆”。1911年改名为“中法学堂”，学校实行法国学制。1946年更名为“中法中学”。1951年改为现名。法语教学是该校的传统。
著名校友有何振梁、杨雄里、周秀骥、俞吾金、马桂宁及钱文忠，周立波等人。
法国总统马克龙于2018年3月20日世界“法语日”，在表示法国将推出30多项措施在全球范围内加强推广法语时，特别提及并且肯定了上海市光明中学的法语教学。

## 姊妹學校
2000年代與香港的陳樹渠紀念中學結為姊妹學校。